# Jean-François Calixte de Pina

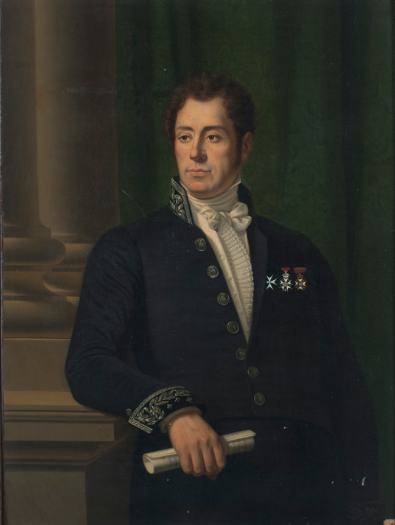
Portret (collectie Musée dauphinois in Grenoble)

Jean-François Calixte de Pina, markies van Saint-Didier (Grenoble, 3 augustus 1779 - aldaar, 30 juli 1842) was een Frans politicus tijdens de Restauratie.

## Levensloop
Hij was een zoon van Joachim de Pina, markies van Saint-Didier en Marie-Thérèse-Gabrielle de Garagnol. Hij liep school aan de École centrale de Grenoble. De Pina bezat veel gronden en kon zich bezighouden met zijn passies, archeologie en numismatiek. In 1816 was hij burgemeester van Grenoble en hij was dit opnieuw tussen 1824 en 1830. Daarnaast zetelde hij in de Conseil général van het departement Isère, waarvan hij een tijdlang voorzitter was. Op 24 november 1827 werd hij namens dit departement verkozen in de Chambre des Députés. Hij zetelde een termijn, tot de verkiezingen van 1830, en maakte er deel uit van de rechtse meerderheid.
Op 8 juni 1825 werd hij ridder in het Legioen van Eer.
Een van zijn kinderen was Humbert de Pina (1825-1900), een marineofficier.
De Franse schrijver Stendhal kende de Pina van zijn schooltijd in Grenoble en schetste een weinig vleiend portret van hem in zijn autobiografisch werk Vie de Henry Brulard.

## Publicatie
- Leçons élémentaires de numismatique moderne puisées dans l'examen d'une collection particulière